# Rock runt riket 1987
Rock runt riket 1987 – pierwsza trasa koncertowa grupy muzycznej Roxette, obejmująca wyłącznie Szwecję, w jej trakcie odbyło się 15 koncertów.
1. 17 lipca 1987 - Varberg, Varberg fästnings
2. 18 lipca 1987 - Helsingborg, Sofiero slott
3. 21 lipca 1987 - Borgholm, Borgholm strand
4. 23 lipca 1987 - Hunnebostrand, Folkets park
5. 24 lipca 1987 - Eringsboda, Brunnen
6. 25 lipca 1987 - Hultsfred, Folkets park
7. 27 lipca 1987 - Sztokholm, Skeppsholmen
8. 29 lipca 1987 - Karlstad, Mariebergskkogsen
9. 31 lipca 1987 - Örebro, Brunnsparken
10. 1 sierpnia 1987 - Eskilstuna, Eskilstuna Isstadion
11. 2 sierpnia 1987 - Leksand, Himlaspelsscenen
12. 5 sierpnia 1987 - Gävle, Folkets park
13. 7 sierpnia 1987 - Östersund, Hofvallen
14. 8 sierpnia 1987 - Skellefteå, Folkets park
15. 12 sierpnia 1987 - Tomelilla, Christinehof Slott